# 市川パーキングエリア

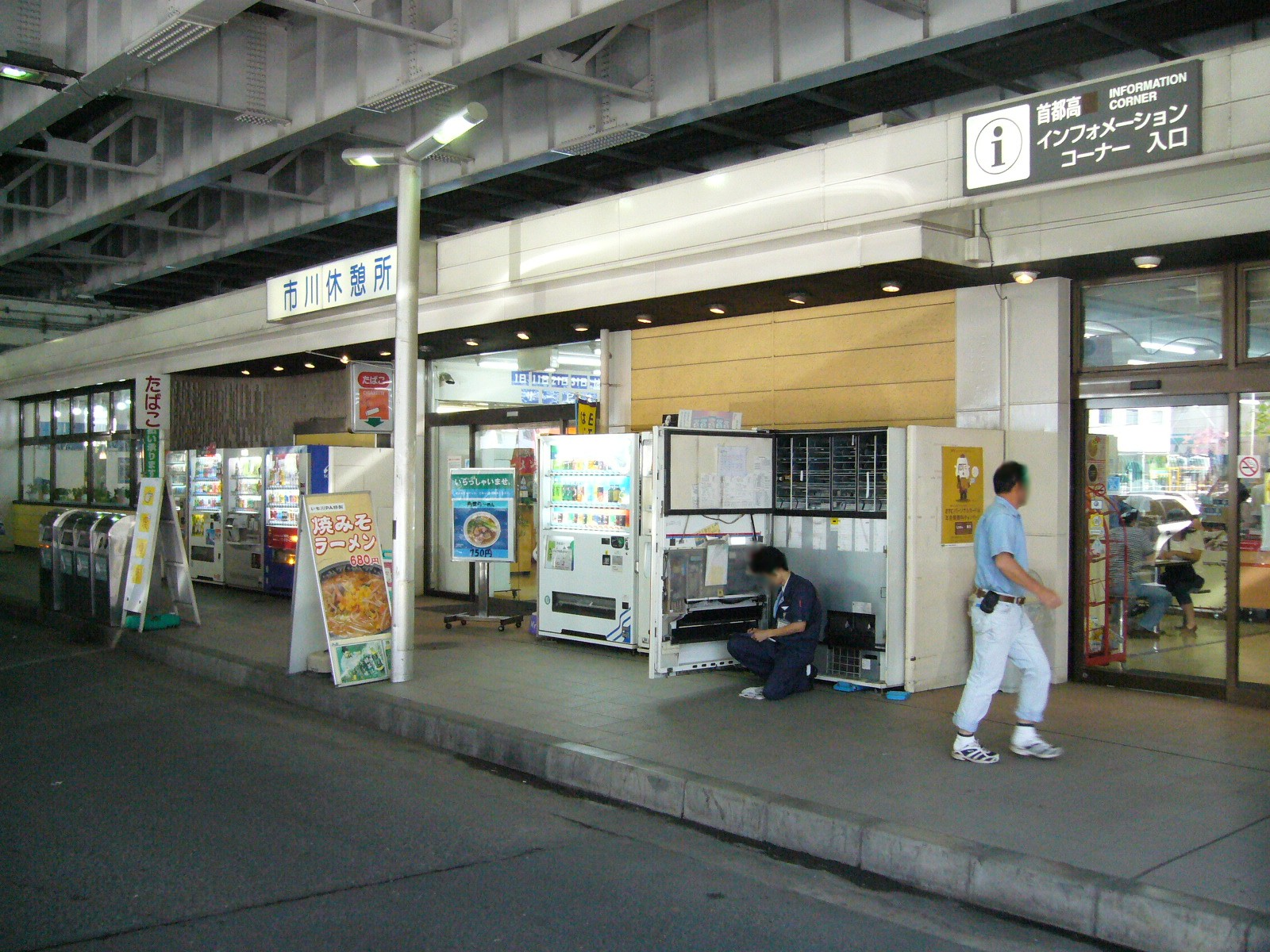
市川PA

市川パーキングエリア（いちかわパーキングエリア）は、千葉県市川市にある首都高速道路湾岸線のパーキングエリア。
高速道路の高架下に位置する、西行き方面専用のパーキングエリアであり、東行き方面からの進入はできない。

## 道路
- 首都高速湾岸線

## 施設

### 西行き
2020年（令和2年）7月1日にリニューアルオープンした。
所在地：千葉県市川市高浜町11-4
- 駐車場
  - 小型 91台
  - 大型 28台
  - 身障者用 2台
- トイレ
  - 男 大5(和式1・洋式4)、小14
  - 女 17 (和式1・洋式16)
  - 身障者用 1
- レストラン（6:30 - 20:00）
- スナックコーナー（6:30 - 21:00）
- ショッピングコーナー（6:30 - 21:00）
- インフォメーション
- ベビールーム
- 自動販売機

## 隣
首都高速湾岸線
(B30,B31)浦安出入口 - (B32)千鳥町出入口/市川PA/市川TB - (1)高谷JCT